# Nadleśnictwo Gościeradów
Nadleśnictwo Gościeradów – jednostka organizacyjna Lasów Państwowych podległa Regionalnej Dyrekcji Lasów Państwowych w Lublinie. Siedziba nadleśnictwa znajduje się w Gościeradowie-Folwarku, w powiecie kraśnickim, w województwie lubelskim.
Nadleśnictwo obejmuje część powiatów kraśnickiego w województwie lubelskim oraz stalowowolskiego w województwie podkarpackim.

## Historia
Nadleśnictwo Gościeradów powstało 12 grudnia 1944 na mocy dekretu Polskiego Komitetu Wyzwolenia Narodowego. Objęło ono część przedwojennych lasów państwowych nadleśnictwa Dzierzkowice oraz znacjonalizowane przez komunistów lasy prywatne, w tym lasy Warszawskiego Towarzystwa Dobroczynności.
Po II wojnie światowej powstały również nadleśnictwa:
- Radomyśl - w większości znacjonalizowane lasy prywatne (w tym w 20% kościelne) oraz częściowo państwowe (współczesne leśnictwo Chwałowice)
- Lipa - przed wojną w większości własność Zamojskich oraz w mniejszej części Żydów.

Ponadto lasy dzisiejszego nadleśnictwo Gościeradów wchodziły także w skład nadleśnictw Dzierzkowice oraz Kraśnik.
W 1973 nadleśnictwa Dzierzkowice i Gościeradów uległy likwidacji. Zarządzane przez nie lasy przyłączono do nadleśnictwa Kraśnik. Nadleśnictwo Radomyśl (wraz z wcześniej włączonym do niego nadleśnictwem Lipa) stało się częścią nadleśnictwa Janów Lubelski.
W 1984 ponownie utworzono nadleśnictwo Gościeradów, w skład którego weszły trzy obręby: Gościeradów, Radomyśl i Zaklików. W 2016 połączono obręby Radomyśl i Zaklików, tworząc obręb Poligon.

## Ochrona przyrody
Na terenie nadleśnictwa znajdują się dwa rezerwaty przyrody:
- Doły Szczeckie
- Marynopole.

## Drzewostany
Typy siedliskowe lasów nadleśnictwa (z ich udziałem procentowym):
- bór 55%
- las 43%
- ols 2%

Gatunki lasotwórcze lasów nadleśnictwa (z ich udziałem procentowym):
- sosna i modrzew 76%
- dąb 13%
- brzoza 4%
- olcha 3%
- inne 4%

Przeciętna zasobność drzewostanów nadleśnictwa wynosi 250 m³/ha, a przeciętny wiek 61 lat.